# هنین اینوکسن
هنین اینوکسن (دانمارکی: Henning Enoksen; ۲۶ سپتامبر ۱۹۳۵ – ۲۵ سپتامبر ۲۰۱۶) بازیکن و مربی فوتبال اهل دانمارک بود.
از باشگاه‌هایی که در آن بازی کرده‌است می‌توان به باشگاه فوتبال سیلکبورگ، باشگاه ورزشی آرهوس، و باشگاه فوتبال وایله بلدکلوب اشاره کرد.